# Hovlandastenen
Hovlandastenen, med signum Vr 3, är en fragmentarisk runsten från vikingatiden, belägen i Västra Hovlanda i Hammarö socken och Hammarö kommun i Värmland.
Stenen är 86 cm hög och 48 cm bred vid basen, avsmalnande till 12 cm i toppen. Tjockleken är omkring 15 cm. Stenen är fragmentarisk och stöds på baksidan av en annan sten och två järndubbar. Intill runstenen finns en beskrivande tavla uppsatt av Värmlands museum.

## Inskriften
Inskriften är på ytan som vetter mot nordnordväst, i två rader intill varandra, från basen till toppen. Runhöjden är 10–11 centimeter. 
Translitterering av runraden:
: (b)iaurn : ri(s)-- [: stin : þin... ]iftr : iskir : si... ...
Normalisering till runsvenska:
Biorn ræis[ti] stæin þenn[a] æftiʀ Æsgæiʀ, si[nn] ...
Översättning till nusvenska:
Björn reste denna sten efter Esger, sin...